# Sart (album)
Pour les articles homonymes, voir Sart.
Albums de Jan Garbarek
Afric Pepperbird
(1970) Triptykon
(1973)
Sart est le troisième album du saxophoniste norvégien Jan Garbarek, paru en 1971 sur le label Edition of Contemporary Music. Outre Garbarek aux saxophones, l'album comporte  Terje Rypdal à la guitare électrique, Bobo Stenson au piano, Arild Andersen à la basse électrique, et Jon Christensen aux percussions. Le disque est enregistré les 14 et 15 avril 1971 au Bendiksen Studio, à Oslo, par l'ingénieur du son Jan Erik Kongshaug.

## Historique

### Titres
| No | Titre                           | Auteur         | Durée |
| -- | ------------------------------- | -------------- | ----- |
| 1. | Sart                            | Jan Garbarek   | 14:49 |
| 2. | Fountain of Tears, Parts I & II | Jan Garbarek   | 6:08  |
| 3. | Song of Space                   | Jan Garbarek   | 9:43  |
| 4. | Close Enough for Jazz           | Arild Andersen | 2:02  |
| 5. | Irr                             | Jan Garbarek   | 7:18  |
| 6. | Lontano                         | Terje Rypdal   | 2:12  |

### Musiciens
- Jan Garbarek - saxophone ténor, saxophone basse, flûte
- Bobo Stenson - piano, piano électrique
- Terje Rypdal- guitare
- Arild Andersen - basse électrique
- Jon Christensen - percussions